# Ri Szoldzsu
Ri Szoldzsu (hangul: 리설주, handzsa (hanja): 李雪主; nyugaton: Ri Sol-ju, Ri Sol Ju, vagy néha, déliesen: Lee Seol Ju) (Cshongdzsin (Chongjin), 1989. szeptember 28. – ) egykori észak-koreai énekes, Kim Dzsongun (Kim Jong-un) észak-koreai vezető feleségeként 2018 óta az ország first lady-je. Egy közös gyermekük van, Kim Dzsue (Kim Ju-ae), aki 2013 februárjában született.

## Fordítás
- Ez a szócikk részben vagy egészben  a(z)   리설주 című koreai Wikipédia-szócikk fordításán alapul.  Az eredeti cikk szerkesztőit annak laptörténete sorolja fel. Ez a jelzés csupán a megfogalmazás eredetét és a szerzői jogokat jelzi, nem szolgál a cikkben szereplő információk forrásmegjelöléseként.